# Gordon Parks
Gordon Roger Alexander Buchannan Parks, afroameriški fotograf, glasbenik, pesnik, pisatelj, novinar in filmski režiser, * 30. november 1912, Fort Scott, Kansas, ZDA, † 7. marec, 2006, New York, ZDA.
Parks je najbolj znan po fotoreportažah v Life Magazine in režiser filma Shaft.